# Hypocaccus pelleti
Hypocaccus pelleti är en skalbaggsart som först beskrevs av Sylvain Auguste de Marseul 1862.  Hypocaccus pelleti ingår i släktet Hypocaccus och familjen stumpbaggar. Inga underarter finns listade i Catalogue of Life.